# Yasné (Berezhany)
Yasné (ucraniano: Ясне́) es un pueblo de Ucrania, constituido administrativamente como una pedanía de la ciudad de Berezhany, en el raión de Ternópil de la óblast de Ternópil.
En 2001, el pueblo tenía una población de 30 habitantes.
Se ubica unos 5 km al sureste de Kuropátnyky.

## Historia
Antes de la fundación del actual municipio de Berezhany en 2018, el pueblo era una pedanía del consejo rural de Kuropátnyky, en el raión de Berezhany.